# Twan Wiltenburg
Twan Wiltenburg (ur. 20 stycznia 1997 w Zevenhuizen) – holenderski siatkarz, grający na pozycji środkowego, reprezentant Holandii.
Jego młodszy brat Bram, również jest siatkarzem.

## Sukcesy klubowe
Puchar Holandii:
- 2017

Liga holenderska:
- 2019
- 2017, 2018

Puchar Polski:
- 2023[3]

Liga polska:
- 2023[4]

Liga Mistrzów:
- 2023[5]

Superpuchar Polski:
- 2023[6]